# Lill-Jämntjärnen
Lill-Jämntjärnen är en sjö i Härjedalens kommun i Hälsingland och ingår i Ljusnans huvudavrinningsområde.